# Manlio Di Rosa
Pour les articles homonymes, voir Di Rosa.
Manlio Di Rosa est un escrimeur italien né le 14 septembre 1914 à Livourne et mort le 15 mars 1989 dans la même ville.

## Carrière
Manlio Di Rosa obtient aux Jeux olympiques d'été de 1936 à Berlin la médaille d'or de fleuret par équipe. En 1948  à Londres, il est médaillé d'argent de fleuret par équipe et se classe sixième en fleuret individuel. Il participe aussi aux Jeux olympiques d'été de 1952 à Helsinki, terminant troisième individuellement et deuxième par équipe. Sa dernière participation olympique a lieu en 1956  à Melbourne où il est médaillé d'or de fleuret par équipe,.